# 大島隆義
大島 隆義（おおしま たかよし、1946年10月26日 - ）は、日本の物理学者。学位は、理学博士（名古屋大学・1976年）（学位論文「光子によるπ[+],π0中間子発生の研究」）。名古屋大学名誉教授（同素粒子宇宙物理学専攻）。

## 来歴
1969年、同志社大学工学部電子工学科卒業。1975年、名古屋大学大学院理学研究科物理学専攻博士課程修了。1976年2月、学位論文「光子によるπ[+],π0中間子発生の研究」で、名古屋大学より理学博士の学位を取得。 米国ロチェスター大学研究員、東京大学原子核研究所助手、高エネルギー物理学研究所助教授を経て、1995年より教授。2009年退職。
主な研究分野は、高エネルギー実験物理学。φ-ファクトリーでのCP破れの研究と共に、重ニュートリノの実験も行った。現在の研究テーマは、レプトンでの粒子-反粒子の対称性の破れや未知の現象の探索。究極の素粒子と相互作用、そして真空の性質に関する研究を、茨城県つくば市の高エネルギー加速器研究機構（KEK）での国際協力実験Belle実験で行っている。

## 著書
- 『理工学の基礎 力学』（培風館、2005年）